# ASEAN ParaGames
Les ASEAN ParaGames ou Jeux sportifs d'Asie du Sud-Est pour handicapés sont une compétition handisport réunissant des athlètes d'Asie du Sud-Est tous les deux ans depuis 2001.
La compétition a généralement lieu à quelques mois d'intervalle des Jeux d'Asie du Sud-Est, dans le même pays organisateur. Les pays participants sont les mêmes dans les deux compétitions.

## Éditions
| Année | Ville hôte             | Pays        | Dates                                       | Pays participants                           | Sports                                      |
| ----- | ---------------------- | ----------- | ------------------------------------------- | ------------------------------------------- | ------------------------------------------- |
| 2001  | Kuala Lumpur           | Malaisie    | 25 au 31 octobre                            | 10                                          |                                             |
| 2003  | Hanoï                  | Viêt Nam    | 19 au 27 décembre                           | 11                                          |                                             |
| 2005  | Manille                | Philippines | 14 au 20 décembre                           | 11                                          | 10                                          |
| 2008  | Nakhon Ratchasima      | Thaïlande   | 20 au 26 janvier                            | 11                                          | 14                                          |
| 2009  | Kuala Lumpur           | Malaisie    | 15 au 19 août                               | 11                                          | 11                                          |
| 2011  | Surakarta et Palembang | Indonésie   | 15 au 20 décembre                           | 11                                          | 11                                          |
| 2014  | Naypyidaw              | Birmanie    | 14 au 20 janvier                            | 10                                          | 12                                          |
| 2015  | Singapour              | Singapour   | 3 au 9 décembre                             | 11                                          | 15                                          |
| 2017  | Kuala Lumpur           | Malaisie    | 17 au 23 septembre                          | 11                                          | 16                                          |
| 2020  | Plusieurs villes       | Philippines | Annulé en raison de la pandémie de Covid-19 | Annulé en raison de la pandémie de Covid-19 | Annulé en raison de la pandémie de Covid-19 |
| 2022  | Surakarta              | Indonésie   | 30 juillet au 6 août                        | 11                                          | 14                                          |